# Courme
Die Courme ist ein kleiner Fluss in Frankreich, der im Département Gard in der Region Okzitanien verläuft. Sie entspringt im Gemeindegebiet von Saint-Bénézet, entwässert generell Richtung Südsüdwest und mündet nach rund 19 Kilometern im Gemeindegebiet von Vic-le-Fesq als linker Nebenfluss in den Vidourle. 

## Orte am Fluss
(Reihenfolge in Fließrichtung)
- Saint-Bénézet
- Mas de Marquet, Gemeinde Domessargues
- Mauressargues
- Les Baraques, Gemeinde Aigremont
- Montmirat
- Cannes, Gemeinde Cannes-et-Clairan
- Crespian
- Mas de Maliges, Gemeinde Vic-le-Fesq